# 步叔乘

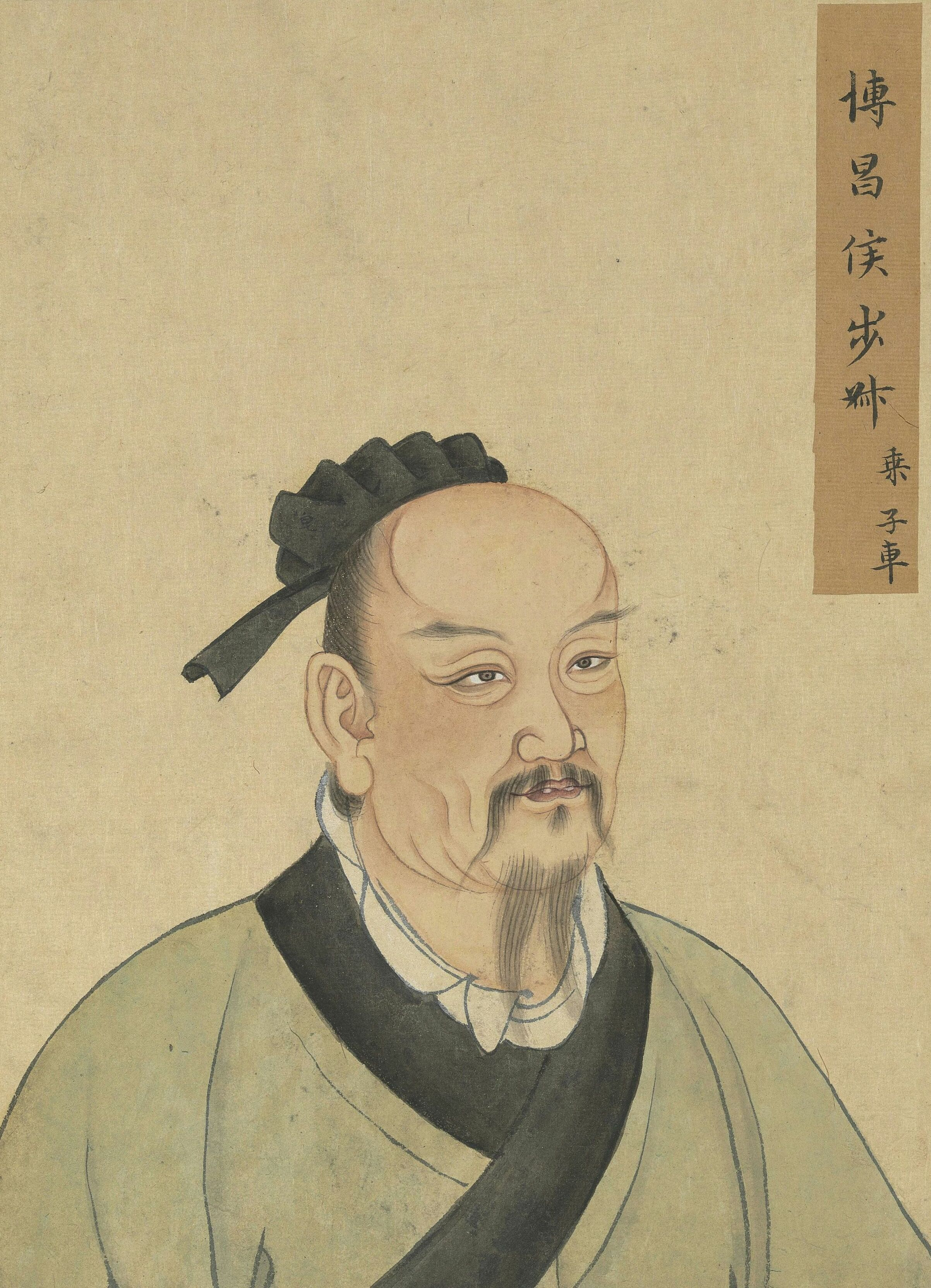
步叔乘

步叔乘（？—？），字子车，《孔子家语·弟子解》相同。春秋时期齐国人。孔子弟子。

## 生平
步叔乘从齐国来到鲁国，向孔子学习礼制，为孔子入室弟子。 

## 歷代追封
- 漢明帝永平十五年（72年）從祀孔廟。
- 唐玄宗開元二十七年（739年）封淳于伯。
- 宋真宗大中祥符二年（1009年）封博昌侯。
- 明世宗嘉靖九年（1530年）封先賢步叔子。